# José Rodríguez (Boxer)
José Rodríguez (* 18. Juli 1967 in Humacao) ist ein ehemaliger puerto-ricanischer Boxer.

## Werdegang
José Rodríguez nahm bei den Olympischen Sommerspielen 1984 in Los Angeles im Fliegengewichtsturnier teil. Dort schied er in seinem Zweitrundenkampf gegen den Laureano Ramírez aus.